# Pomnik Friedricha Loefflera we Frankfurcie nad Odrą
Pomnik Friedricha Loefflera we Frankfurcie nad Odrą (niem. Friedrich-Loeffler-Denkmal) – pomnik we Frankfurcie nad Odrą upamiętniający Friedricha Loefflera, urodzonego w tym mieście w 1852 lekarza, weterynarza, naukowca oraz ucznia noblisty w dziedzinie fizjologii i medycyny Roberta Kocha.

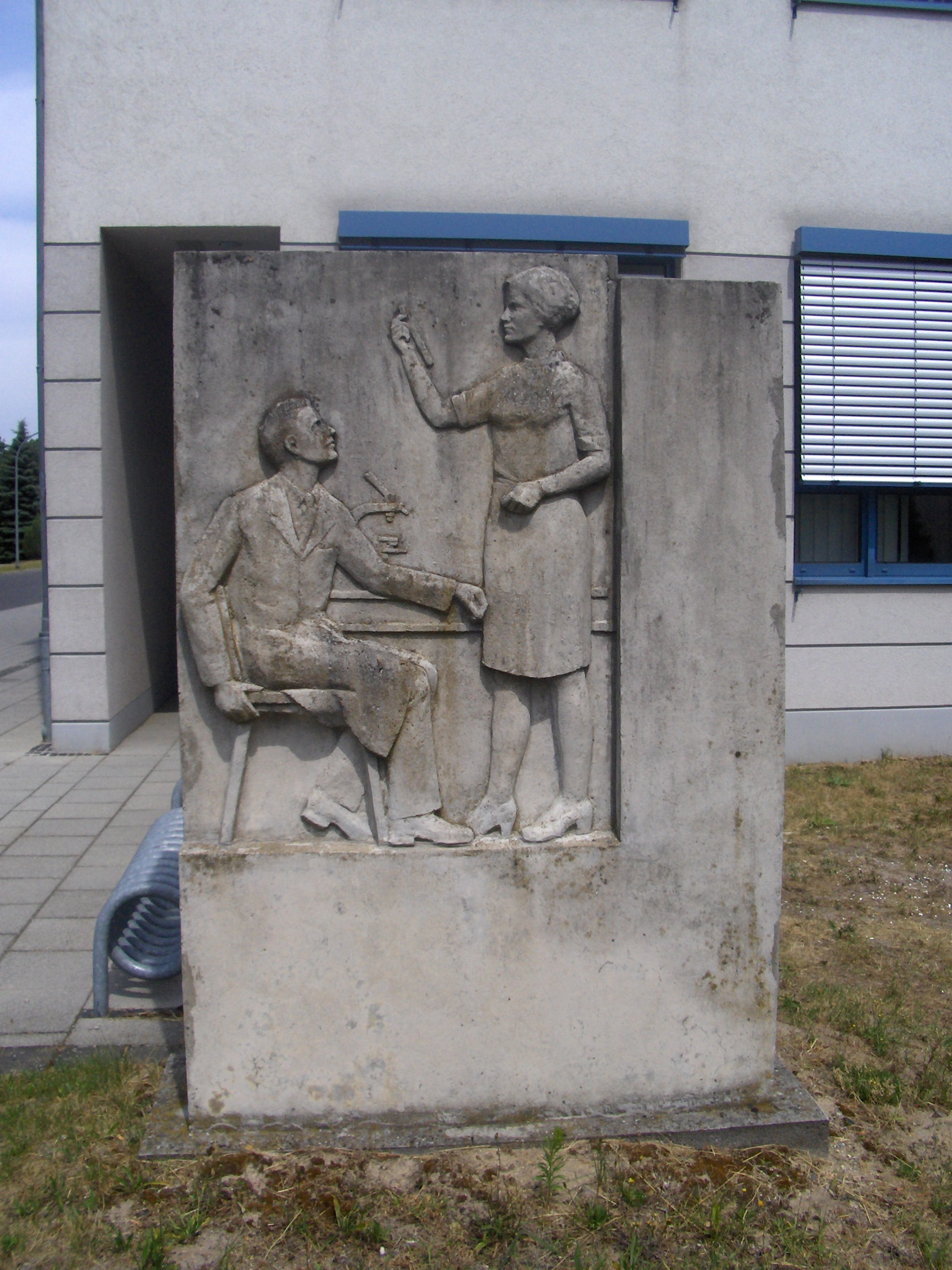
Strona tylna pomnika z wizerunkiem laborantów

## Opis
Pomnik Loefflera znajduje się w dzielnicy Markendorf, nieopodal Landes-Labor (Laboratorium Landu Brandenburgia) na terenie Techno- und Gewerbecenter (Centrum Technologiczno-Przemysłowego) przy Ringstraße 1030.